# Neoseiulus yanoi
Neoseiulus yanoi är en spindeldjursart som först beskrevs av Ehara 1972.  Neoseiulus yanoi ingår i släktet Neoseiulus och familjen Phytoseiidae. Inga underarter finns listade i Catalogue of Life.